# Peñarroya-Pueblonuevo
Peñarroya-Pueblonuevo is een gemeente in de Spaanse provincie Córdoba in de regio Andalusië met een oppervlakte van 65 km². In 2007 telde Peñarroya-Pueblonuevo 11.918 inwoners. In 1910 fuseerde het mijnbedrijf uit het Belgische Blieberg met haar sectorgenoot uit Peñarroya. Tussen 1960 en 1970 weken vele inwoners uit naar het Belgische Vilvoorde om aldaar te gaan werken en een nieuw bestaan op te bouwen.

## Demografische ontwikkeling
Bron: INE; 1857-2011: volkstellingen
Opm.: In 1927 ontstond Peñarroya-Pueblonuevo door de fusie van de gemeenten Peñarroya en Pueblonuevo del Terrible; tussen 1950 en 1970 halveerde de bevolking door emigratie

## Geboren
- Alberto Toril (7 juli 1973), voetballer